# 今村友基
今村 友基（いまむら ゆうき、1979年7月8日 - ）は、日本の元ラグビー選手。現在ジャパンラグビーリーグワン九州電力キューデンヴォルテクスのヘッドコーチを務めている。

## プロフィール
- 京都府京都市出身。
- ポジションはスタンドオフ(SO)、スクラムハーフ(SH)。
- 身長 170 cm、体重 75 kg
- ニックネームはゆうき。
- U19日本代表に選ばれたことがある[1]。
- 関西代表に選ばれたことがある[2]

## 略歴
小学1年生からラグビーを始めた。
1998年、伏見工業高校卒業後、関東学院大学に入る。なお伏見工業高校時代、主将を務めたことがある。
2002年、関東学院大学卒業後、神戸製鋼（現・コベルコ神戸スティーラーズ）に加入。
2009年、キヤノン（現・横浜キヤノンイーグルス）に加入。
2012年、現役を引退し、キヤノンイーグルスのBKコーチに就任した。

## 受賞歴
- 2003-04ベストフィフティーン